# Milton Mendes
Milton Mendes (sinh ngày 25 tháng 4 năm 1965) là một huấn luyện viên và cựu cầu thủ bóng đá người Brasil.

## Sự nghiệp Huấn luyện viên
Milton Mendes đã dẫn dắt Paraná, Ferroviária, Atlético Paranaense, Kashiwa Reysol, Vasco da Gama và Sport Recife.